# Balsthal
Balsthal é uma comuna da Suíça, situada no distrito de Thal, no cantão de Soleura. Tem 15,69 km² de área e sua população em 2018 foi estimada em 6.117 habitantes.